# Aeropuerto de Dongola
El Aeropuerto de Dongola (en árabe: مطار دنقلا) es un aeropuerto que sirve a la localidad de Dongola, la ciudad capital del estado Septentrional una división administrativa que como su nombre lo indica se localiza en la parte norte del país africano de Sudán.
El aeropuerto fue construido a una altitud de 773 pies (236 m) sobre el nivel medio del mar. Se ha designado una pista como 17/35 con una superficie de asfalto que mide 3.000 por 45 metros (9.843 pies x 148 pies).